# Mandal Sum
Mandal Sum (mongoliska: Мандал Сум) är ett distrikt i Mongoliet.   Det ligger i provinsen Selenga, i den centrala delen av landet, 100 km norr om huvudstaden Ulaanbaatar.